# 星砂の島のちいさな天使 〜マーメイドスマイル〜
『星砂の島の小さな天使 〜マーメイドスマイル〜』（ほしすなのしまのちいさなてんし マーメイドスマイル）は、日本で2010年6月19日公開の日本映画。

## 概要
沖縄の竹富島を舞台にしたラブストーリー。キャッチコピーは「沖縄・八重山から、癒しと笑顔をあなたへ」。監督は『海の上の君は、いつも笑顔。』の喜多一郎、飯田里穂にとっては初主演映画、長州力にとっては初出演映画となる。また撮影をきっかけに長州力は竹富島の観光大使に任命されている。
『デイゴの木を救え!!キャンペーン』として前売券売上げの一部を寄付するキャンペーンも行われた。
同監督作品に同じく竹富島を舞台とした『星砂の島、私の島』があるが、特にストーリー上の関連性はない。
キネカ大森、池袋テアトルダイヤほかで公開。ぴあ初日満足度ランキング（ぴあ映画生活調べ）では第3位となった。

## あらすじ
ある若者が砂浜に倒れている女の子を助け、そののちの島の中での彼女の生活やそれを取り巻くもの、彼女の持っている不思議な力の物語や瞬一と美海との恋の行方などを織り交ぜた作品。

## キャスト
- 月野美海 － 飯田里穂
- 中浜光一 － 三上真史
- 中浜瞬一 － 牧田哲也
- 島袋良治 － 津田寛治
- 上地鉄也 － 長州力
- 島袋ユカ － 前田憂佳
- 矢野口真里 － 矢口真里
- 中浜陽子 － 美保純
- 月野大輝 － 相島一之
- 綾香 － 大石里沙
- 島袋タケシ － 大原光太郎
- たけみおばあ － 大方斐紗子
- 下地幸恵 － 河野知美
- 矢野口遥 － 宮本佳林
- おじい・打盛昭三 － 大地康雄
- 佐保明梨
- 金子りえ
- 竹内朱莉

## スタッフ
- 監督 － 喜多一郎
- 製作総指揮 － 中嶋昭、田中英彦、川端基夫
- 製作 － 浅田直也、浅生英、市川篤、松村俊輔、トブシンバト
- 脚本 － おかだしげる
- 八重山音楽 － 萬木忍、生盛良洋
- 製作 － 星砂の島の小さな天使製作委員うつぐみの会

（放映新社、ビー・ウイング、Thanks Lab.Tokio's Entertainment、内蒙古TOA文化交流商会、フィルムクラフト、フィスキタ）

## 主題歌
- 挿入歌『君』

作詞・作曲・歌 － 萬木忍
- エンディングテーマ『てぃんさぐの花』沖縄民謡

歌 － オットホンバイラ